# Jichak Rabin
Jichak Rabin (Jeruzalem, 1. ožujka 1922. – Tel Aviv, 4. studenoga 1995.), izraelski vojnik i političar.
Rodio se u Jeruzalemu, gdje je završio poljoprivrednu školu. Rabin se borio u židovskom Palmachu protiv britanskih vlasti te je sudjelovao u oružanim akcijama protiv vichyjevske Francuske u Siriji i Libanonu. Tijekom Prvoga izraelsko-arapskog rata 1948. vodio je obranu Jeruzalema, a u završnoj fazi rata vodio je operacije protiv Egipćana u pustinji Negev. Rabin je brzo napredovao u redovima izraelske vojske te je 1964. postao načelnik glavnoga stožera. Njegove zamisli o brzom novačenju pričuve i uništenju neprijateljskoga zrakoplovstva na zemlji pokazale su se odlučujućima u ratu 1967. (vidi: Bliskoistočni sukob). Godinu dana nakon rata okončao je vojnu karijeru i preuzeo mjesto veleposlanika u Sjedinjenim Američkim Državama. Godine 1973. ušao je u politiku te nakon ostavke Golde Meir 1974. postao peti izraelski premijer i prvi koji se rodio na izraelskom tlu. U travnju 1977., nakon niza skandala, prisiljen je predati vodstvo stranke Shimonu Peresu. Od 1984. do 1990. Rabin je bio ministrom obrane te je djelomično odgovoran za politiku čvrste ruke prema Palestincima u početku Intifade. Godine 1992. vratio se na čelo Laburista i nakon izbora postao predsjednikom vlade. Nakon tajnih pregovora, 1993. potpisao je sporazum s dugogodišnjim neprijateljem Yasserom Arafatom, a 1994. zajedno s izraelskim ministrom vanjskih poslova Shimonom Peresom i Yasserom Arafatom podijelio je Nobelovu nagradu za mir. Na mirovnom skupu 1995. ubio ga izraelski ekstremist a njegova će smrt biti nenadoknadiv gubitak bliskoistočnom mirovnom procesu.

## Vanjske poveznice
- Kemplerov film ubojstva Yitzhaka Rabina